# Boeing B-29 (varianti)

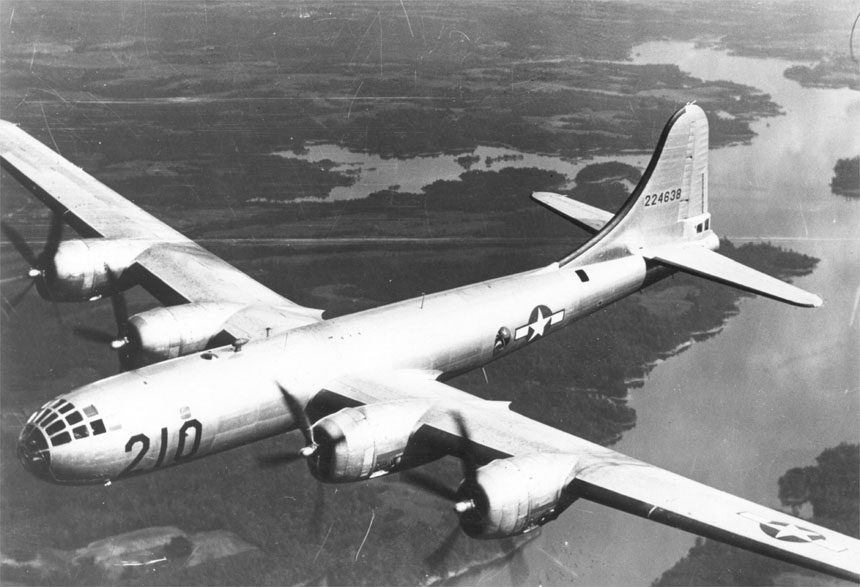
Boeing B-29-40-BW in forza alla B-29 Transition Training School, Maxwell Field, Alabama.

La voce tratta in modo estensivo tutte le varianti del Boeing B-29 Superfortress, descrivendo anche gli esemplari unici derivati dai modelli di serie.

## XB-29
L'XB-29 era il primo prototipo del B-29 destinato all'US Army Air Corps. L'aereo differiva dal progetto originale per diverse migliorie, che includevano un maggiore armamento difensivo (in termini di calibro e di numero di pezzi) e l'introduzione di serbatoi autostagnanti. Due esemplari vennero ordinati nell'agosto 1940, a questi si aggiunse un terzo velivolo ordinate nel dicembre successivo. Un simulacro per prove statiche venne completato nella primavera del 1941. Un anno dopo, il 21 settembre 1942 il primo volo.
La fase di test proseguì fino al 18 febbraio 1943, quando il secondo prototipo precipitò. Ai comandi Edmund T. Allen, capo collaudatore e capo della sezione Ricerca della Boeing. Dopo un volo di due ore per provare le prestazioni dell'impianto propulsivo uno dei 4 motori prese fuoco. Probabilmente a causa dell'utilizzo significativo di magnesio l'incendio si propagò dal motore lungo l'intelaiatura dell'ala, causandone la rottura. L'incidente costò la vita a diversi membri della élite del personale della ditta coinvolto nella progettazione.
Dopo l'incidentevenne avviata una commissione congiunta dell'US Army Air force e del Congresso degli Stati Uniti per investigare sul programma relativo al B-29. A capo il senatore Harry S. Truman. Quest'ultimo redasse un rapporto dai toni caustici per incitare alla continuazione del programma.
Esemplari prodotti: 3

## YB-29
L'YB-29 era una versione migliorata dell'XB-29 per testarne l'impiego. La fase di prove e valutazioni incominciò nell'estate del 1943, e durante questa fase vennero effettuate dozzine di modifiche ai velivoli. I motori vennero aggiornati dai  Wright R-3350-13 ai Wright R-3350-21, inoltre vennero adottate eliche quadripala, anziché tripala come nell'XB-29. Vennero sperimentate diversi sistemi di controllo per le armi a distanza, in particolare adottato il quarto tipo provato. Dopo aver valutato diverse combinazioni per l'armamento difensivo, alla fine questo venne standardizzato con 5 mitragliatrici da 12,7 mm in torrette montate a coppie.
L'YB-29 adottava anche un miglior sistema di controllo del fuoco.
Esemplari prodotti: 14

## B-29
Il B-29 era la prima versione di serie del Superfortress. Data l'urgenza con cui si richiedeva l'entrata in servizio del nuovo bombardiere, la produzione in serie venne avviata parallelamente alle prove per testarne l'impiego. Per questo motivo il primo B-29 di serie venne completato solo due mesi dopo la consegna del primo YB-29 di preserie.
Esemplari prodotti: 2.513

### Varianti
- RB-29: versione da ricognizione fotografica del B-29, designata originariamente F-13.
- Washington Mk 1: Designazione britannica degli 88 B-29 consegnati alla Royal Air Force.

## B-29A
Il B-29A era una versione migliorata del B-29 di serie. Venne prodotta esclusivamente presso lo stabilimento Boeing di Renton, Washington, dapprima utilizzato dalla
US Navy.
Le innovazioni introdotte con il B-29A includevano un disegno dell'ala migliorato e modifiche all'armamento difensivo. In seguito alla dimostrata debolezza del velivolo nei confronti di attacchi dei caccia condotti frontalmente, venne raddoppiato, portandolo a 4, il numero di mitragliatrici nelle torrette dorsali orientate verso prua.
Le ali dei modelli precedenti erano costruite ricorrendo al sub-assemblaggio di 2 sezioni, dal B-29A in poi si iniziò a utilizzare un'ala scomposta in tre sezioni. Questa modifica rese più semplice l'assemblaggio del velivolo portò a un irrobustimento del telaio. Il B-29A rimase in produzione fino al maggio 1946, quando venne completato l'ultimo esemplare. Trovò ampio impiego durante la Guerra di Corea, ma venne presto tolto dal servizio con l'introduzione dei bombardieri con propulsione a getto.
Esemplari prodotti: 1.119

### Varianti
- RB-29A: versione da ricognizione fotografica del B-29A, designata originariamente F-13.

## B-29B
Il B-29B era una versione modificata per effettuare raid a bassa quota con bombe incendiarie sul suolo giapponese. Essendosi l'opposizione dei caccia molto ridotta con l'avanzarsi dell'anno 1944, molti dei comandanti dell'USAAF avanzarono la proposta che un bombardiere alleggerito ma più veloce avrebbe potuto evadere più facilmente dalla contraerea nipponica. Tra i sostenitori di questa linea è da ricordare Curtis LeMay, comandante del 21° Bomber Command.
Venne quindi avviata alla produzione in serie questa variante, in cui tutto l'armamento difensivo era stato rimosso, con la sola eccezione della torretta caudale, in cui venne sostituito il cannone M2 con una coppia di mitragliatrici M2 da 12,7 mm. Il peso risparmiato consentì di portare la velocità massima del velivoli da 574 km/h a 586 km/h. Tutti i B-29B furono realizzati dallo stabilimento di Marietta, Georgia, della Bell
Esemplari prodotti: 311

## B-29C
Il B-29C era una variante del B-29A proposta, ma mai realizzata. Si trattava sostanzialmente di un B-29A rimotorizzato con una nuova versione migliorata dei motori Wright R-3350. L'USAAF ne ordinò originariamente 5.000 esemplari, ma la richiesta venne cancellata con la fine della guerra.
Esemplari prodotti: Nessuno

## XB-44/B-29D/B-50
Il B-29D era una versione migliorata dell'intero progetto originario del B-29. Introduceva nuovi motori Pratt & Whitney R-4360-35 da 3.500 CV (2.600 kW) ciascuno, quasi il 60% in più dei Wright R-3350 dei B-29 di serie. Presentava una nuova deriva allungata e un'ala ulteriormente rinforzata. Il progetto era stato inizialmente denominato XB-44, poi assunse la designazione di B-29D
I drastici tagli alla difesa seguiti alla fine della seconda guerra mondiale ridussero però le prospettive di ulteriore sviluppo del programma del B-29. Tra l'altro i membri del congresso erano riluttanti a continuare a sovvenzionare progetti sviluppati durante il conflitto. Per questo motivo il progetto del B-29D venne ridisegnato B-50, per farlo apparire completamente rinnovato anche nel nome. Il programma del B-29D/B-50 venne quindi appoggiato, ma nessun B-50 fu completato con la vecchia designazione di B-29D.

## Banchi di prova volanti
Diversi B-29 delle diverse serie al termine della loro carriera furono convertiti per prestare servizio come banchi di prova volanti. Tutti questi velivoli ricevettero proprie designazioni, anche quando si trattava di un solo esemplare convertito. Tra questi aerei:
- XB-29E: un esemplare convertito per sperimentare sistemi elettronici di controllo del tiro.
- B-29F: sei esemplari convertiti per il servizio in climi artici in Alaska;
- XB-29G: un B-29B privato di armamento utilizzato come banco di prova per motori a getto. I motori a getto da testare venivano installati nel vano bombiero; durante il volo il motore veniva esposto al flusso d'aria esterno e accesso per testarne il comportamento. Tra i motori sperimentati: Allison J35, General Electric J47 e General Electric J73
- XB-29H: test con nuovo armamento difensivo;
- YB-29J: 6 esemplari di B-29 di diverse serie modificati per collaudare nuovi propulsori destinati al mercato civile. Vennero adottati nuovi propulsori R-3350-79, nuove eliche Curtiss e nuove cappotatture dei motori di tipo 'Andy Gump', in cui i radiatori dell'olio avevano prese d'aria separate. In seguito i sei velivoli vennero sottoposti a modifiche:
  - YKB-29J: due YB-29J vennero sviluppati come prototipi di aerocisterne del tipo ad asta rigida (Flying Boom) per il rifornimento in volo;
  - RB-29J: i restanti 4 YB-29J furono convertiti in ricognitori. Anche indicati come FB-29J;

## Rifornimento in volo
Numerosi esemplari di B-29 vennero convertiti per mettere a punto i sistemi di rifornimento in volo alla fine degli anni quaranta:
- KB-29M: aerocisterne a sonda flessibile, 92 esemplari; In un primo tempo i velivoli non adottavano una sonda flessibile di tipo britannico, ma un sistema più complicato basato su un gancio.
- B-29MR:aerei riceventi del programma relativo al KB-29M, 74 esemplari;
- YKB-29T: aerocisterna KB-29M modificata per ospitare una coppia di sonde alle estremità alari, in modo da poter rifornire tre aerei contemporaneamente. Servì da prototipo per il |Boeing B-50KB-50D.
- KB-29P: aerocisterne ad asta rigida,116 esemplari. La tecnica venne sviluppata dalla Boeing per trasferire più rapidamente grandi quantità di carburante. L'asta, di tipo rigido, era installata a poppa dell'aerocisterna e terminava con due alette. Le alette consentivano all'operatore a bordo dell'aerocisterna di manovrare la sonda. Questo metodo divenne rapidamente molto diffuso, venendo impiegato sui KB-50, KC-97 Stratotanker. Viene tuttora utilizzato sui KC-135 Stratotanker e KC-10 Extender

## EB-29
La designazione di EB-29 venne utilizzata genericamente per indicare quei B-29 modificati come aerei madre in diversi programmi sperimentali. La E  sta per E xempt, esente:
- EB-29B: esemplare matricola 44-84111 modificato nel vano bombiero per testare le operazioni di lancio e recupero del caccia parassita McDonnell XF-85 Goblin, destinato a essere imbarcato sui Convair B-36;
- ETB-29A: un TB-29A (matricola 44-62093) modificato nell'ambito del Progetto Tom-Tom per l'aggancio in volo alle estremità alari di una coppia di Republic F-84D Thunderjet come caccia parassita. L'ETB-29A e i due F-84 rimasero distrutti in un incidente il 24 aprile 1953.
- GB-29: velivolo modificati nel vano bombiero per trasportare in volo il Bell X-1, aereo da ricerca supersonico che non era in grado di decollare autonomamente. Destinato a un analogo compito per il successivo Bell X-2, venne sostituito da un Boeing B-50

## SB-29
L'SB-29 'Super Dumbo' era la designazione dei B-29 adottati per compiti SAR (Search And Rescue), ricerca e soccorso, nel dopoguerra. Il bombardiere veniva modificato per trasportare un battello di salvataggio A-3 paracadutabile sotto la fusoliera. Gli SB-29 trovavano impiego come mezzo di soccorso per gli equipaggi di aerei impegnati in missione a largo raggio sull'acqua. Venne mantenuto tutto l'armamento difensivo con la sola eccezione della torretta inferiore verso poppa. Venne impiegato anche durante la guerra di Corea a metà degli anni cinquanta. Il soprannome derivava da 'Dumbo', il nomignolo dato dagli equipaggi di B-29 costretti ammaraggi d'emergenza agli aerei di salvataggio.
Esemplari convertiti: 16

## TB-29
TB-29 era la designazione dei B-29 convertiti a compiti di addestramento per gli equipaggi dei bombardieri. Alcuni di questi vennero impiegati anche per il traino-bersagli, e la designazione di TB-29 venne utilizzata anche per gli aerei utilizzati solo con questo scopo.
Probabilmente il ruolo più significativo lo ebbero negli anni cinquanta, quando vennero impiegati come "bersagli radar" per mettere a punto le nuove tattiche di intercettazione dei caccia dell'USAF.

## WB-29
WB-29 era la designazione dei B-29 convertiti per missioni meteorologiche (la lettera W nella sigla da Weather, tempo). Questi aerei effettuavano in genere missioni standard per la raccolta di dati, ma vennero compiuti anche voli nell'occhio di un uragano o tifone per la raccolta di informazioni. Un altro compito peculiare in cui furono impegnati, fu la raccolta di campioni di aria per misurare i livelli di radioattività in seguito a test nucleari.

## Programma Airborne Early Warning
A metà del 1951 tre B-29 vennero modificati per partecipare al programma Airborne Early Warning (Allarme preventivo aviotrasportato), che avrebbe condotto alla realizzazione dei primi AWACS. La sezione superiore della parte anteriore della fusoliera subì ampie modifiche per ospitare un radar da ricerca AN/APS-20C. Anche l'interno subì ampie modifiche per ospitare radar e i sistemi di contromisure elettroniche (ECM). Questo portò allo sviluppo dei primi AWACS, incluso il Lockheed C-121 Warning Star
Esemplari convertiti: 3

## XB-39 Superfortress
L'XB-39 era un unico esemplare di YB-29 modificato per utilizzare i motori a V Allison V-3420-17 caratterizzati dal raffreddamento a liquido. Tale modifica venne richiesta dall'USAAF nell'eventualità che i motori destinati al B-29, i Wright R-3350 potessero presentare difficoltà insormontabili nella fase di sviluppo. A occuparsi della conversione del prototipo la General Motors. Poiché i problemi nello sviluppo del R-3350 furono risolti venne realizzato un solo XB-39 e non venne ordinato nessun aereo di preserie.
Esemplari convertiti: 1

## Altre designazioni
- CB-29K: Cargo;
- DB-29: aerei guida per aerobersagli;
- QB-29: aerobersagli telecomandati;

## Tupolev Tu-4
Durante il 1945 tre Boeing B-29 furono costretti ad atterraggi di emergenza in Unione sovietica dopo azioni contro il territorio giapponese. Poiché l'URSS non si trovava in guerra con il Giappone, gli equipaggi vennero internati, per poi essere rilasciati in seguito. Per i B-29 la sorte fu ben diversa. L'aeronautica sovietica all'epoca mancava di un valido bombardiere a lungo raggio, fu quindi ordinato all'OKB Tupolev di studiare i B-29 per produrlo in serie in URSS
L'esercizio di retro-ingegneria ebbe successo, e il primo esemplare volò il 19 maggio 1947 e ne venne avviata subito la produzione di serie. Esternamente identico al B-29, il Tupolev Tu-4, Bull (Toro) in nome in codice NATO differiva per l'armamento difensivo. Altra differenza era che il progetto era stato reingegnerizzato per accordarsi a una produzione di massa basata sul sistema metrico decimale.
Il Tu-4 era leggermente più lento e pesante dell'originale occidentale.